# Итинерариум на Антонин
Itinerarium Antonini или Итинерариум на Антонин (Itinerarium provinciarum Antonini Augusti) е списък на най-важните римски пътища, който показва и селищата.
Създаден е вероятно в началото на III век. Антонин в заглавието е по личното име на император Каракала.Съществуващият ръкопис е до към края на 3 век по времето на Диоклециан.
Итинерариум Антонини обхваща 17 пътни плана през Римската империя. Показани са също и многобройни допълнителни пътища и имената на много римски селища. За разлика от Пойтингеровата карта (Tabula Peutingeriana) Итинерариум Антонини не съдържа карти.
Съществува и Itinerarium Antonini Augusti maritimum, който показва морските пътища.